# Attilio Susi
Attilio Susi (Introdacqua, 26 marzo 1874 – Metz, 27 dicembre 1935) è stato un politico italiano.

## Biografia
Militante socialista e tra i primi componenti della redazione del quotidiano Avanti!, fu consigliere comunale a Roma durante la Giunta Nathan. Membro dal novembre 1910 della Camera del lavoro di Roma, abbandonò nel 1912 il PSI assieme a Leonida Bissolati e ad Ivanoe Bonomi.
Fece parte della Massoneria.
Dopo aver assunto posizioni interventiste nella prima guerra mondiale, partì volontario per il fronte nel 1915. Al ritorno, fu membro della prima segreteria politica dell'USI con Alceste de Ambris e S. Fasulo (1º giugno 1918).
Nelle elezioni politiche del 16 novembre 1919 riuscì eletto in Parlamento per la lista denominata d'avanguardia, composta da riformisti, repubblicani e dalla locale sezione dell'ANC: iscrittosi al salveminiano gruppo parlamentare di Rinnovamento, prese la parola a Montecitorio in occasione del dibattito sul trattato di San Germano e sulla questione di Fiume.
Attivo organizzatore del sindacalismo nazionale, disertò le elezioni del 1921, per ripresentarsi poi nel listone fascista in quelle del 1924. La rielezione al parlamento non significò però adesione al fascismo, tanto che Cesare Rossi si rivolse a lui durante la latitanza: Domizio Torrigiani dissuase però Susi dal proposito di leggere a Montecitorio il memoriale che Rossi gli aveva consegnato, in ordine alle responsabilità di Mussolini nel delitto Matteotti, e ne propiziò invece la pubblicazione sul Mondo di Giovanni Amendola.
Dopo essere stato aggredito nel 1926 a Santa Marinella dagli squadristi, Susi, ferito gravemente alla testa, espatriò clandestinamente in Francia: inseguito subito dopo da un mandato di cattura, collaborò ad alcuni fogli antifascisti fino alla decisione di abbandonare ogni attività politica. Ottenuta l'autorizzazione a rientrare in Italia, nel 1929, si stabilì nuovamente a a Santa Marinella fino al 1933, quando ottenne il passaporto per raggiungere la figlia in Francia, dove morì due giorni dopo il Natale del 1935 all'età di 61 anni lasciando un figlio piccolo.